# Tisserin de Reichard
Ploceus reichardi
Espèce
Statut de conservation UICN

 LC  : Préoccupation mineure
Le Tisserin de Reichard (Ploceus reichardi) est une espèce de passereau appartenant à la famille des Ploceidae.

## Répartition
On le trouve en Tanzanie et en Zambie.